# Elisabeth von Habsburg (1285–1352)

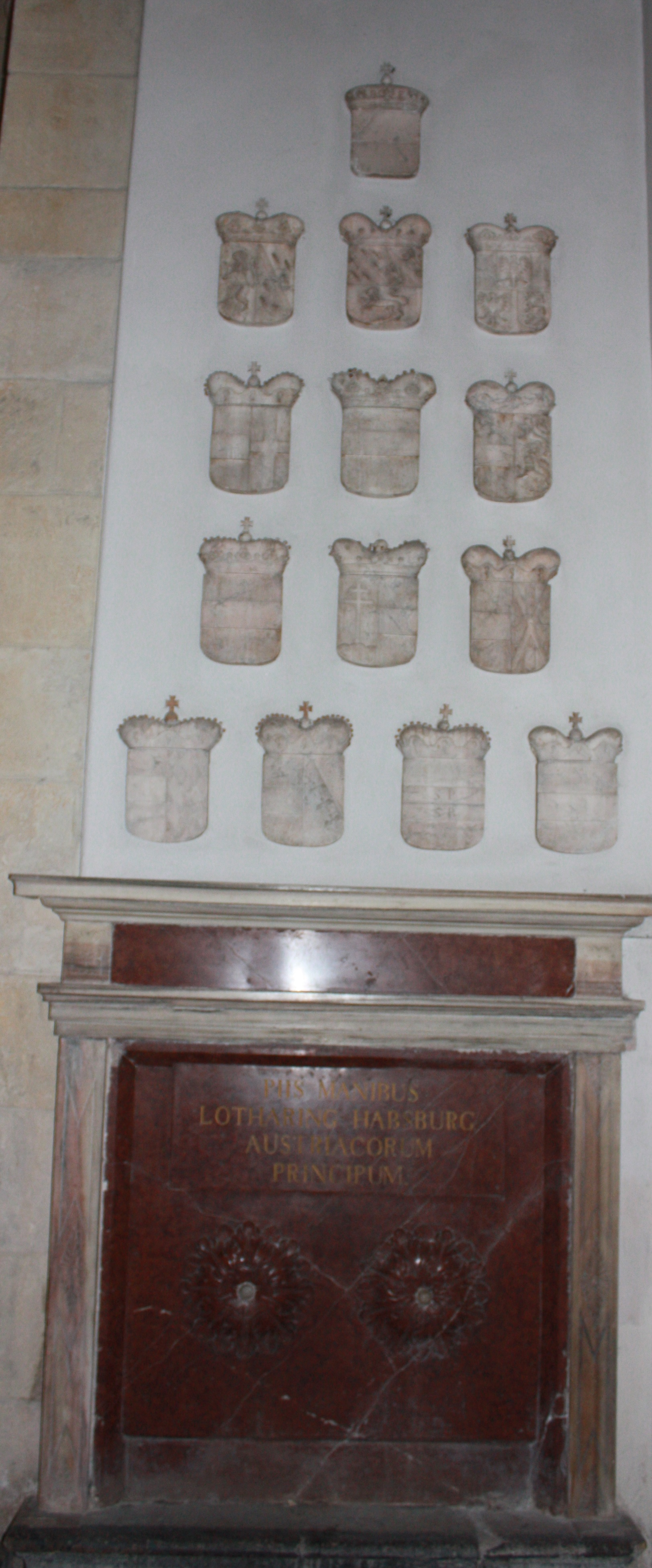
Epitaph mit den Wappen der Habsburger in der Stiftskirche St. Paul im Lavanttal

Elisabeth von Habsburg, auch Elisabeth von Lothringen (* um 1285 in Wien; † 19. Mai 1352 in Nancy) war eine Tochter des römisch-deutschen Königs Albrecht I. und seiner Gattin Elisabeth von Görz und Tirol sowie durch Heirat Herzogin von Lothringen.

## Leben
Elisabeth war ursprünglich 1299 als Gemahlin eines Sohnes des französischen Königs Philipp IV. vorgesehen, um engere Beziehungen zwischen ihrem Vater und Frankreich herzustellen. Letztlich vermählte sich jedoch Elisabeths ältester Bruder Rudolf III. 1300 mit Blanche, einer Tochter König Philipps III., während der erwähnte Heiratsplan für Elisabeth fallengelassen wurde.
Einige Jahre später heiratete Elisabeth stattdessen den künftigen Herzog Friedrich IV. von Lothringen. Der Ehevertrag wurde am 6. August 1306 abgeschlossen, die Hochzeit selbst fand 1307 in Nancy statt. In Lothringen war Elisabeth als Isabella bekannt.
Die beiden Kinder von Elisabeth und Friedrich IV. waren:
- Rudolf (Raoul) (* 1320; † 26. August 1346 in der Schlacht bei Crécy);, Herzog von Lothringen, ⚭ I Aliénor von Bar († 1333), Tochter von Eduard I., Graf von Bar; ⚭ II Marie de Châtillon, genannt Marie de Blois († 1363), Regentin von Lothringen 1346, Tochter von Guy I. de Châtillon, Graf von Blois und Dunois (Haus Châtillon)
- Margarete († nach 1376), ⚭ I Jean de Chalon († 1360), Herr von Auberive, (Haus Burgund-Ivrea); ⚭ II Konrad († vor 1362), Graf von Freiburg, Herr von Romont; ⚭ III Ulrich IV. († 1377), Herr von Rappoltstein

Nachdem Friedrich IV. von Lothringen 1328 oder 1329 gestorben war, übernahm Elisabeth, die Neufchâteau und Châtenois als Wittum zugewiesen erhalten hatte, für ihren minderjährigen Sohn Rudolf  bis 1331 die Regentschaft. Sie starb 1352 in Nancy.

## Bestattung
Elisabeth wurde in der Kirche des Klosters Königsfelden bestattet. Im Jahr 1770 kamen ihre Gebeine durch die Feierliche Übersetzung der kaiserlich-königlichen-auch-herzoglich-österreichischen höchsten Leichen zunächst in den Dom St. Blasien und nach der Aufhebung des Klosters St. Blasien 1806 in das Stift Spital am Pyhrn, dann 1809 in die Stiftskirchengruft des Klosters Sankt Paul im Lavanttal in Kärnten. 
Die Beschreibung der Umbettung durch Franz Kreutter erwähnt die Streitigkeiten zwischen Nancy, wo sie in der von ihr eigens gestifteten Kapelle St. Georg bestattet sein wollte und dem „Sieg“ des Klosters Königsfelden.